# Castello di Eastnor

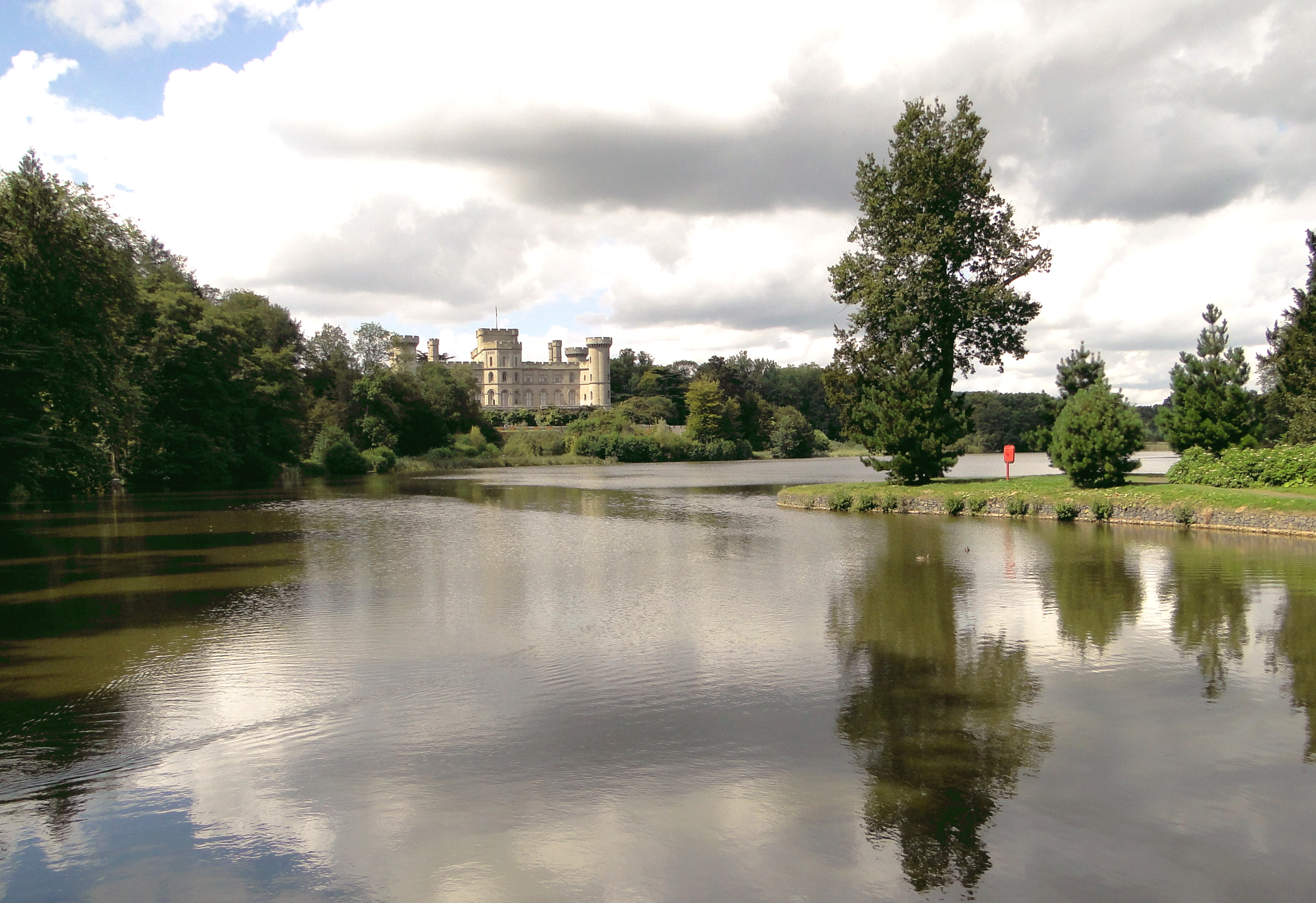
Il castello e il laghetto circostante

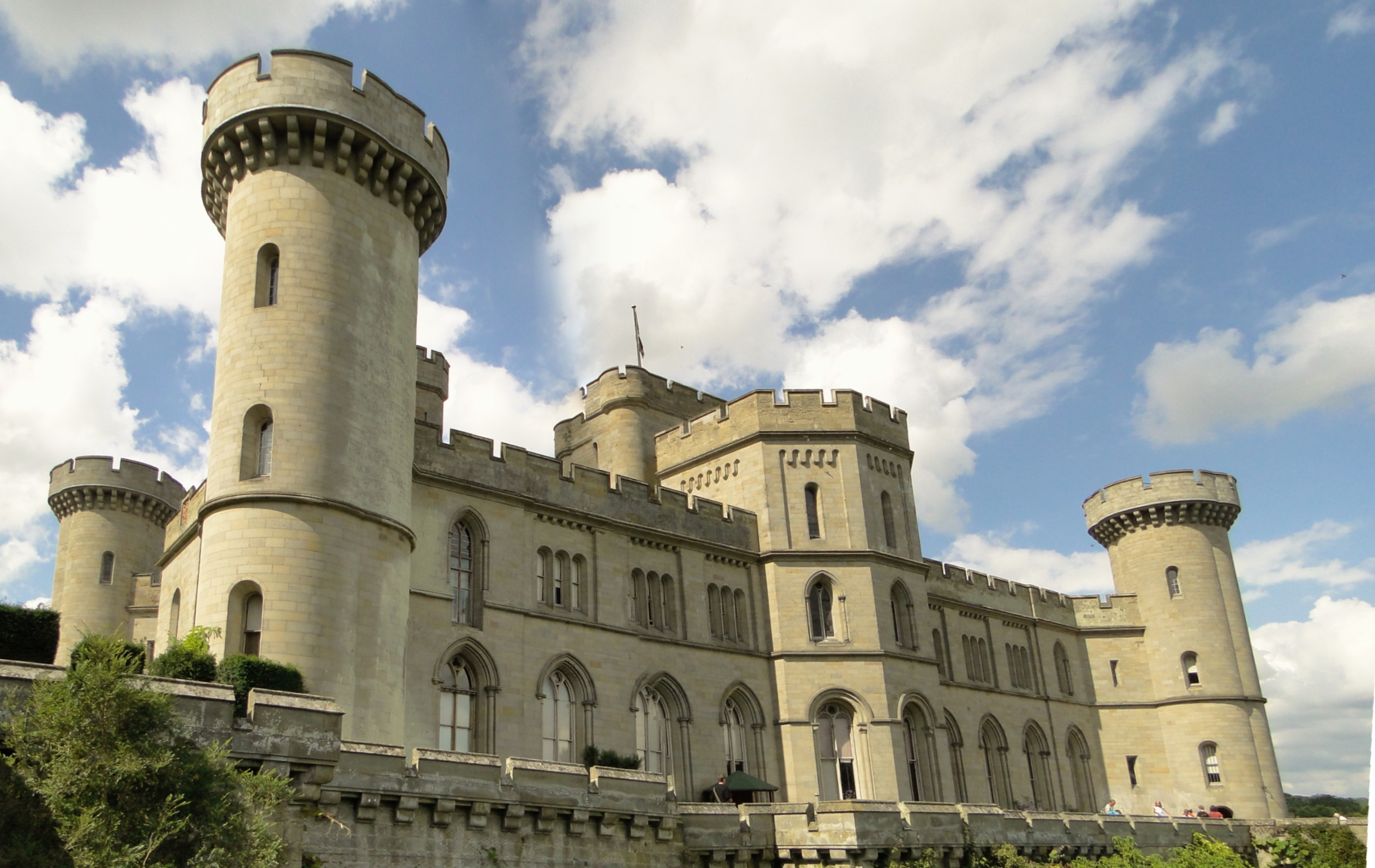
La facciata principale del castello

Il castello di Eastnor (in inglese: Eastnor Castle) è un castello in stile neogotico del villaggio inglese di Eastnor (dintorni di Ledbury), nello Herefordshire (Midlands Occidentali), costruito in gran parte tra il 1811 e il 1824 su progetto dell'architetto Robert Smirke e per volere della famiglia Somers.
L'edificio è classificato come castello di primo grado è non è aperto per le visite turistiche.

## Storia
La costruzione del castello, nello stile chiamato revival normanno, fu commissionata nel 1811 dal primo Lord Somers all'architetto Robert Smirke.
Nei primi sei anni di lavori, furono impiegati nella costruzione dell'edificio 250 uomini e nei primi 18 mesi, furono utilizzate 4.000 tonnellate di pietra e 600 tonnellate di legname.
Intorno agli anni venti del XIX secolo, il castello, ancora in fase di costruzione,  era già diventato una delle principali attrazioni turistiche della contea. Vi erano però dei problemi che riguardavano la tenuta della struttura: l'XII Duca di Norfolk notò infatti che le assi che reggevano le mura stavano per marcire.
La prima fase della costruzione degli esterni fu completata nel 1821.
In seguito, il secondo e terzo Lord Somers fecero completare anche gli interni. Nel 1849, venne ingaggiato per l'arredamento del soggiorno, il celebre decoratore Augustus Pugin.
|  |

Con la morte del terzo signore Lord Somers, avvenuta nel 1883, e la successiva scomparsa del casato, il castello passò nelle mani della figlia maggiore, Lady Henry Somerset.
Nel 1920, il castello fu ereditato dal sesto barone Somers.
Nel 1939, con lo scoppio della seconda guerra mondiale, gli interni dell'edificio furono requisiti a fini bellici dal governo, ma non vennero mai utilizzati. In seguito, tra il 1945 e il 1949, tornò a risiedervi, assieme alla servitù, la vedova del barone Somers.

## Architettura
Il castello si erge nei pressi di un laghetto. Nella tenuta che circonda l'edificio, si trovano un labirinto e un parco giochi.
Gli interni sono decorati con mobili in stile medievale e italiano. La libreria, realizzata da George Fox, è decorata con arazzi fiamminghi appartenuti a Caterina de' Medici.